# 納吉布·馬哈福茲
纳吉布·马哈福兹（國際音標：[næˈɡiːb mɑħˈfuːzˤ]；1911年12月11日—2006年8月30日），埃及小说家，被看作是最重要的埃及作家和阿拉伯世界最重要的知识分子之一。1988年他被授予诺贝尔文学奖 ，他是第一名获诺贝尔文学奖的阿拉伯语作家。获奖理由：“他通过大量刻画入微的作品—洞察一切的现实主义，唤起人们树立雄心—形成了全人类所欣赏的阿拉伯语言艺术”。馬哈福茲和陶菲格·哈基姆都是當代描述存在主义主题的阿拉伯文学作家。除写作小说外，马哈富兹还写电影剧本。

## 生平
完成中等教育后，马哈福兹于1930年进入埃及大学(现在的开罗大学)学习哲学，并于1934年毕业。1936年，在花了一年时间攻读哲学硕士学位后，他决定停止学业，成为一名职业作家。
马哈富兹的父亲是一个官员，他在开罗的一个老城区里长大。后来他的作品中会经常描写开罗的老城区。中学毕业后他学哲学，从1930年代开始他在埃及的教育部里工作。
业余他写短篇小说。1939年他发表了第一部小说。这部小说的内容是法老时期的故事。当时法鲁克国王统治的埃及实际上处于半殖民地的状况下。马哈富兹通过回顾埃及古老辉煌文化的手段来加强当时埃及的自我感。
40年代中马哈富兹转向当代的、更现实的题材。在《堕落情妓》后他以“三部曲”（《宫间街》、《思宫街》、《甘露街》）成为埃及无争议的最杰出的作家。这部三部曲使他也在全世界著名。在这三部曲中他描写了一个埃及商人家庭三代人的命运，描写了埃及社会在20世纪前半叶通过与西方的接触和现代化过程所受到的变化。马哈富兹因此获埃及国家文学奖。
1959年的《我们街区的孩子们》使马哈富兹感受到了另一种“著名”。在这部人类史的比喻中出现了类似亚当、摩西、耶稣和穆罕默德的人物。开始的几章还在埃及政府的报纸上刊登过，但是保守伊斯兰教人士进行强烈抗议后被停刊。至今为止在埃及阿拉伯语版的全文不准印刷，因为保守伊斯兰教人士指责它亵渎神灵。开罗美国大学出版了一个英文版，此外在黎巴嫩印刷的阿拉伯语版可以在黑市上买到。
由于马哈富兹支持对以色列的和平过程他受到原教旨主义者和阿拉伯民族主义者的尖锐批评。伊斯兰极端主义者认为1988年向马哈富兹颁发诺贝尔奖是西方的挑恤。有一个极端主义的穆拉甚至在一份伊斯蘭教令中判马哈富兹死刑。1994年伊斯蘭激進份子刺杀马哈富兹，但當時高齡的马哈富兹幸運地逃過一劫，此后他受严密保护。
虽然如此马哈富兹依然反对伊斯兰原教旨主义，支持国家与宗教的分离，支持一个世俗的、民主的社会。
马哈富兹曾在行政部门任职直到1972年。他先后在宗教基金部、文化指导部等政府部门任职，曾任文学艺术最高理事会理事、电影局局长和文化部顾问。

### 獲得諾貝爾文學獎
納吉布·馬哈福茲在1988年獲得諾貝爾文學獎，是唯一一位獲奬的阿拉伯人。在獲獎之後，馬哈福茲提到：「諾貝爾獎頒給我之後，我人生中第一次覺得我的文學可以受到世界性的認可，阿拉伯世界也因為我而得獎，我相信國際的大門已經開啟，從今天起，有文化的人們也會考慮阿拉伯文學，我們值得這樣的認可。」。瑞典給馬哈福茲的信中提到「豐富而複雜的作品邀請我們重新思考生命中基礎的事物，像是時間和愛、社會和规范、知識和信仰之類的主題會在許多不同的情境中出現，并且是以发人深省，令人回味的方式，以及大胆的方式呈现。你詞句中的詩意可以跨越語言的障礙。在這個獎項中，我們認為你形成了阿拉伯的敘事藝術，而且可以適用於全人類」。因為以馬哈福茲當時已77歲，不方便前往瑞典，因此他沒有參加頒獎典禮。

### 政治參與
馬哈福茲支持穆罕默德·艾爾·沙達特在1978年和以色列建立的戴维营协议，因此許多阿拉伯國家將他的書列為禁書，後來他獲得諾貝爾文學獎之後才有調整。馬哈福茲和許多埃及作家及知識份子一樣，也列在伊斯兰原教旨主义者的「死亡名單」內。伊朗最高領袖鲁霍拉·穆萨维·霍梅尼曾對《撒旦詩篇》的作者薩爾曼·魯西迪下達追殺令，馬哈福茲曾為魯西迪辯護，不過他也批評《撒旦詩篇》“侮辱”了伊斯兰教。馬哈福茲相信言論自由，雖然他個人的立場不贊成魯西迪的作品，但不認為應該以伊斯蘭教令下達追殺令。在1989年霍梅尼提出追殺魯西迪及其作品出版商後，馬哈福茲將霍梅尼視為是恐怖份子。之後不久，馬哈福茲和其他八十位知識份子一同發表聲明：表示「對一個作家下達追殺令，對伊斯蘭教及穆斯林的傷害比任何褻瀆都要大」。

## 遇刺倖存
《撒旦詩篇》問世之後，有關馬哈福茲作品《我們街區的孩子們》的爭議再度出現，馬哈福茲也再次受到死亡的威脅，包括埃及穆斯林領袖奧馬爾·阿卜杜勒·拉赫曼的威脅。馬哈福茲受到政治的保護，但在1994年時，有伊斯蘭激進份子在馬哈福茲的住家外攻擊馬哈福茲，
馬哈福茲活了下來，但右上肢神经有永久性损伤。在此之後他每天無法寫作超過十五分鐘，出版作品也慢慢變少，之後他也有保镖隨身保護他。馬哈福茲後來和他的律師Nabil Mounir Habib待在開羅。馬哈福茲和Mounir大部份的時間是待在Mounir的辦公室內，一直到他過世之止。

## 個人生活
马哈富兹在43岁前一直单身。他晚婚的原因是他認為婚姻有诸多限制和不便，会影响他未来的文学事业。「我很害怕婚姻， 特別是看到我的兄弟姊妹因為婚姻帶來的許多社交事物而忙碌，這個人去拜訪朋友，那個人邀請朋友來家裡，我覺得婚姻生活會佔用我所有的時間，生活會被拜訪及派對所淹沒，沒有自由。」
1954年，他娶了埃及女子阿缇亚（Atiyyatallah Ibrahim）为妻。后来他俩有了两个女儿——法蒂玛（Fatima）和烏姆（Umm Kalthum）。他們一開始住在開羅Agouza區的船屋中，在尼羅河的西岸，後來搬到同一地區河邊的公寓中。馬哈福避免在公眾下的曝光，尤其是對於他私人生活的詢問。

### 評價
許多美國的評論家讚賞馬哈福茲：
「馬哈福茲的作品中，可以看到生動的小巷、房屋、宮殿、清真寺以及其中居住的人，就像狄更斯所描述的倫敦街道一樣」
—新聞週刊
「在納吉布·馬哈福茲的作品中，有普遍的隱喻感，是文學家用小說直接及明確的說出他國家的狀況。他的作品中充滿了對埃及以及對人民的愛，但同時也是絕對誠實及無情的。」
—華盛頓郵報
「馬哈福茲的作品是細膩且抒情的，諾貝爾奬認可他的小說對全世界的影響。」
—洛杉磯時報
凱恩非洲文學獎是非洲在2000年起，每年頒發的文學獎項，納吉布·馬哈福茲曾經擔任其評審。

## 作品
以下作品都是小說，大抵照時間先後順序排列。
- 《瘋語》（همس الجنون）：1938年發表，是短篇小說集。
- 《命運的嘲弄》（عبث الأقدار）：1939年發表
- 《拉多比斯（英语：Rhadopis of Nubia）》（رادوبيس）：1943年發表
- 《底比斯之戰（英语：Thebes at War）》（كفاح طيبة）：1944年發表

《命運的嘲弄》、《拉多比斯》、《底比斯之戰》—這三部是歷史小說。
- 《新開羅》（القاهرة الجديدة）：1945年發表
- 《哈努赫利利（英语：Khan_al-Khalili）》（خان الخليلي）：1945年發表
- 《米達格胡同（英语：Midaq Alley (novel)）》（زقاق المدق）：1947年發表
- 《海市蜃樓（英语：The Mirage (Mahfouz novel)）》（中文維基百科內文作「墮落情妓」。）（السراب）：1948年發表
- 《始與末（英语：The Beginning and the End (novel)）》（بداية ونهاية）：1950年發表
- 《宮間街（英语：Palace Walk）》（بين القصرين）：1956年發表
- 《思宮街（英语：Palace of Desire (novel)）》（قصر الشوق）：1956年發表
- 《甘露街》（السكرية）：1956年發表

《宮間街》、《思宮街》與《甘露街》是馬哈福茲著名的小說，組成「开罗三部曲」。
- 《我們巷里的孩子（英语：Children of Gebelawi）（中文維基百科內文作「我們街區的孩子們」。）（أولاد حارتنا）：1959年發表
- 《小偷與狗（英语：The Thief and the Dogs）》（اللص والكلاب）：1961年發表
- 《鵪鶉與秋天》（السمان والخريف）：1962年發表
- 《里路》
- 《乞丐》
- 《傘下》
- 《卡爾納克咖啡館》
- 《尊敬的閣下》
- 《平民史詩》

## 作品的中譯
- 徐正祥等人/編譯，田寶岱/主編，《馬富茲短篇小說選》，台北市：阿拉伯文協，1989年。
- 關偁/譯，廖炳惠/導讀，《街魂》，台北市：桂冠1990年。
- 李琛/译，《世代寻梦记：我们街区的孩子们》，广州市：花城出版社，1990年。
- 冯佐库/译，《新开罗》，上海市：上海译文出版社，1991年。
- 谢秩荣等/译，《续天方夜谈》，北京市：中国文联出版公司，1991年。
- 蒋和平/译，《雨中情》，北京市：文化艺术出版社，1991年。
- 蒋和平/译，《尊敬的阁下》，北京市：文化艺术出版社，1991年。
- 良和/译，《底比斯之战》，上海市：上海译文出版社，1992年。
- 孟凱等人/譯，《命運的嘲弄；拉杜比絲 底比斯之戰》，上海市：上海譯文出版社，1998年。
- 薛庆国/译，《自传的回声》，北京市：光明日报出版社，2001年。
- 陈中耀、陆英英/译，《两宫间：开罗三部曲之一》，上海市：上海译文出版社，2003年。
- 陈中耀、陆英英/译，《思慕宫：开罗三部曲之二》，上海市：上海译文出版社，2003年。
- 陈中耀、陆英英/译，《怡心园：开罗三部曲之三》，上海市：上海译文出版社，2003年。
- 袁松月/译，《始与末》，上海市，上海译文出版社，2003年。